# Jon Lord
Pour les articles homonymes, voir Lord.
Jon Lord, né le 9 juin 1941 à Leicester et mort le 16 juillet 2012 à Londres, est un compositeur, pianiste et organiste britannique. Membre fondateur du groupe de hard rock Deep Purple, il a également collaboré avec Whitesnake et composé de nombreuses compositions classiques.
Comme Keith Emerson de ELP et Rick Wakeman de Yes, Jon Lord est un innovateur qui a mélangé différents styles musicaux comme rock, jazz, blues et musique classique, n'hésitant pas à utiliser orchestre, musiciens et chanteurs classiques à côté des instruments traditionnels du rock. On lui doit en particulier la composition du Concerto for Group and Orchestra dont la première représentation a été donnée avec Deep Purple en 1969.

## Biographie

### 1941-1967: formation et débuts musicaux
John Douglas Lord nait le 9 juin 1941 à Leicester au 120 Averil Road. Son père, Reginald Lord joue du saxophone dans un groupe amateur local, et participe avec sa sœur à un duo appelé Reg And Molly - A Smile And A Song. Pour le tirer des jupes de sa mère Miriam, née Hudson, son père emmène Jon les après-midi dans des salons de thé dansants, lui inculquant ainsi l'amour de la musique dès son plus jeune âge.
Le jeune John montre en effet un intérêt précoce pour le vieux piano droit qui traîne dans la maison familiale. Ses parents l'inscrivent alors à des cours de piano dès l'âge de sept ans. À neuf ans, il change de professeur en la personne de Frederick All, qui donne des récitals pour la BBC et joue de l'orgue à l'église. Jon Lord dira de lui : « C'était un merveilleux enseignant. Il pouvait transmettre un amour de la musique à ses élèves et leur apprendre à la jouer. Il m'a appris à apprécier la musique et à bien jouer. »
John Lord fréquente la Wyggeston Grammar School for Boys (en) entre 1952 et 1958, où il étude la théorie et la composition, puis obtient un diplôme de niveau « O » en français, mathématiques et musique. À 17 ans, il passe les examens du Royal College of Music, où il obtient un niveau « A ». Parallèlement à ses études d'orgue et de piano, il prend des cours d'art dramatique, rejoint la troupe Leicester Little Theatre Group, et part assister à des pièces de théâtre en dehors de Leicester. Cependant, contre la volonté de ses parents, il arrête ses études pour aller travailler comme commis dans le cabinet d'un avocat local. Ses premiers revenus lui permettent l'achat de disque de musique classique (Bach, Beethoven, Elgar), de jazz (Jimmy Smith) et de rock'n'roll (Jerry Lee Lewis) qui vont influencer sa musique.
Il déménage à Londres en 1959-1960, avec l'intention de faire une carrière d'acteur et de s'inscrire à la Central School of Speech and Drama, dans le Swiss Cottage de Londres. À la suite d'une célèbre rébellion étudiante, il devient l'un des fondateurs du Drama Centre London, où il obtient son diplôme en 1964. De petits rôles d'acteurs vont suivre, notamment dans la série télévisée britannique Emergency - Ward 10. En parallèle, Lord joue du piano et de l'orgue dans des boîtes de nuit et en tant que musicien de session pour gagner sa vie.

#### The Bill Ashton Combo (1960-1962)
John Lord commence sa carrière musicale en 1960 à Londres avec l'ensemble de jazz The Bill Ashton Combo (Ashton est une figure clé de l'enseignement du jazz en Grande-Bretagne, créant ce qui deviendra plus tard le National Youth Jazz Orchestra). Il est alors très influencé par les sons bruts des grands organistes américains de jazz et de blues, tels que Wild Bill Davis, Jimmy Smith, Jimmy McGriff et « Brother » Jack McDuff (« Rock Candy »), ainsi que par la performance sur scène de Jerry Lee Lewis et d'artistes comme Buddy Holly, qu'il a vu se produire au De Montfort Hall de Leicester en mars 1958. Le style d'orgue jazz-blues des joueurs d'orgue R&B noirs des années 1950 et 1960, utilisant le son d'orgue blues caractéristique de l'orgue Hammond (modèles B3 et C3) et le combinant avec le système d'enceintes Leslie, sont des influences fondamentales pour Lord. Ce dernier déclarera aussi qu'il avait été fortement influencé par le rock progressif à base d'orgue joué par Vanilla Fudge après avoir vu ce groupe se produire en Grande-Bretagne en 1967, et plus tôt par le jeu du pionnier britannique de l'orgue Graham Bond.

#### The Artwoods et St. Valentine's Day Massacre (1963-1967)
Entre 1960 et 1963, Jon Lord et Bill Ashton jouent tous deux au sein des Bluesicians de Red Bludd (également connu sous le nom de Don Wilson Quartet), dont fait partie le chanteur Arthur « Art » Wood, frère du guitariste Ronnie Wood. Wood a déjà chanté avec Alexis Korner 's Blues Incorporated et est une figure montante du mouvement blues britannique. C'est au cours de cette période que Lord change l'orthographe de son prénom de naissance « John » en « Jon ».
À la suite de la séparation des Bluesicians à la fin de 1963, Wood, Lord et le batteur Red Dunnage forment un nouveau groupe, The Art Wood Combo, qui comprend également Derek Griffiths à la guitare et Malcolm Pool à la basse. Dunnage est remplacé en décembre 1964 par Keef Hartley, parti remplacer Ringo Starr dans Rory Storm and the Hurricanes. Ce groupe, plus tard connu sous le nom de The Artwoods, met en avant l'orgue comme noyau rythmique bluesy de son son, comme le font des groupes contemporains tels The Spencer Davis Group (Steve Winwood à l'orgue) et The Animals (avec Alan Price). Il fait des apparitions dans l'émission de radio Saturday Club de la BBC et dans des programmes télévisés tels que Ready Steady Go!. Le groupe se produit également à l'étranger et apparait sur le premier Ready Steady Goes Live, faisant la promotion de son premier single, la chanson de Lead Belly Sweet Mary. Mais le succès commercial n'est pas au rendez-vous. Son seul single important I Take What I Want atteint la 28e le 8 mai 1966, année ou le groupe enregistre un album intitulé Art Gallery.
Durant cette période Jon Lord commence à incorporer des éléments de musique classique dans les chansons rock comme il l'explique : « Je me suis dit que je pourrai me servir de ma connaissance de la musique classique.
J'ai essayé d'adapter des fugues de Bach dans ce que nous jouions. Je pense que nous
étions l'un des premiers groupes à intégrer des brefs passages classiques en
introduction des chansons. Nous avons ainsi utilisé Tchaïkovski en intro à Shake
de Sam Cooke et même si j'ai dû en effrayer quelques-uns, je pense être allé jusqu'au
bout de mes idées avec le groupe ».
Les membres des Artwoods se réunissent en 1967 sous le nom de St. Valentine's Day Massacre. Il s'agit d'une tentative de tirer profit de l'engouement pour les gangsters des années 1930 déclenché par le film américain Bonnie and Clyde. Hartley quitte le groupe en 1967 pour rejoindre John Mayall & the Bluesbreakers.

#### Santa Barbara Machine Head et The Flower Pot Men (1967)
Cette même année, Lord fonde Santa Barbara Machine Head, influencé par le blues, avec le frère d'Art, Ronnie Wood, écrivant et enregistrant trois pistes instrumentales au clavier qui donnent un aperçu du futur style de Deep Purple : Porcupine Juice, Albert et Rubber Monkey. Puis, Lord joue pour une unique tournée dans The Flower Pot Men, en remplacement du claviériste malade. Il est accompagné par le batteur Carlo Little, le guitariste Ged Peckle et le bassiste Nick Simper.

### 1968-1976: Deep Purple et carrière solo
Toujours en 1967, par l'intermédiaire de son colocataire Chris Curtis des Searchers, Lord rencontre l'homme d'affaires Tony Edwards qui cherche à investir dans le secteur de la musique aux côtés de ses partenaires Ron Hire et John Coletta (HEC Enterprises). Le guitariste de studio Ritchie Blackmore est appelé et il rencontre Lord pour la première fois, mais le comportement erratique de Chris Curtis ne mène le trio nulle part. Edwards est suffisamment impressionné par Jon Lord pour lui demander de former un groupe après le départ de Curtis. Edwards déclare : « Je ne pouvais pas vraiment faire face à [Curtis] mais j'avais une excellente relation avec Jon Lord ; c'était quelqu'un de sensé, quelqu'un avec qui je pouvais communiquer à mon niveau. » Simper est aussi contacté et Blackmore est rappelé de Hambourg. Bien que Bobbie Clarke soit le premier choix comme batteur, lors des auditions pour un chanteur, Rod Evans vient avec son propre batteur, Ian Paice, qui joue avec lui dans The Maze. Blackmore, qui a été impressionné par le jeu de batterie de Paice lorsqu'il l'a rencontré en 1967, lui organise aussi une audition.
Le groupe se nomme initialement Roundabout et commence les répétitions au Deeves Hall dans le Hertfordshire. En mars 1968, il devient la formation « Mark I » de Deep Purple : Lord, Simper, Blackmore, Paice et Evans.

#### Deep Purple «Mark I» (1968-1969)
Avec cette première formation de Deep Purple, Jon Lord enregistre trois albums studio, Shades of Deep Purple, The Book of Taliesyn et Deep Purple, entre 1968 et 1969.
Au cours des premiers enregistrements de Deep Purple, Lord semble être le leader du groupe. Sur les deuxième et troisième albums, il commence à assouvir son ambition de fusionner le rock avec la musique classique. Un des premiers exemples en est la chanson Anthem de l'album The Book of Taliesyn (1968) avec son arrangement de cordes, mais un encore plus frappant la chanson April du troisième album (1969). Celle-ci est enregistrée en trois parties : Lord et Blackmore uniquement, respectivement aux claviers et à la guitare acoustique ; un arrangement orchestral avec cordes; et le groupe de rock complet avec voix. L'ambition de Lord renforce sa réputation parmi ses collègues musiciens, mais provoque des tensions au sein du groupe. Simper déclarera plus tard : « La raison pour laquelle la musique manquait de direction était que Jon Lord avait tout foutu en l'air avec ses idées classiques. » Blackmore accepte de suivre l'expérimentation de Lord, à condition qu'on lui donne de l'espace sur le prochain album du groupe.

#### Boz (1968)
Lord travaille également en studio au début de 1968 avec le groupe Boz, avec Blackmore à la guitare et Paice à la batterie. Boz est produit par Derek Lawrence qui a travaillé sur les trois premiers albums de Deep Purple. Dirigé par Boz Burrell au chant et à la guitare, lequel deviendra plus tard le bassiste de King Crimson et de Bad Company, il comprend également Chas Hodges à la basse. Le groupe enregistre une reprise de Bob Dylan : Down in the Flood.

#### Concerto for Group and Orchestra (1969-1970)
Le Concerto for Group and Orchestra est l'une des premières tentatives du rock de fusionner deux idiomes musicaux distincts. Jon Lord en a eu l'idée après avoir écouté la pièce Dialogues for jazz combo and orchestra composée par Howard Brubeck et enregistrée avec le quartet de son frère Dave en 1960, laquelle allie un orchestre philharmonique jouant des notes strictement écrites avec un groupe de jazz libre d'improviser.
Au début de 1969, Lord parle de ce projet à Tony Edwards, alors manager de Deep Purple, lequel, sans avoir entendu la moindre note, réserve le prestigieux  Royal Albert Hall, et prend contact par l'intermédiaire de Ben Nisbet, éditeur de Deep Purple, avec le renommé chef d'orchestre Malcolm Arnold qui, entre autres, a composé la musique du film Le pont de la Rivière Kwaï en 1957. Ce dernier, après avoir rencontré Lord et étudié sa partition, est enthousiasmé par son concerto :

« Je n'avais jamais entendu auparavant de musicien pop capable d'écrire une musique comme celle-là. […] Je pense que M. Lord est meilleur musicien que je le suis, même si nous avons tous les deux les mêmes qualifications, issus du Royal College of Music. Souvent, quand les musiciens pop composent des œuvres plus graves ils deviennent prétentieux. Mais le concerto de M. Lord est vif et plein d'esprit. […] Quand j'ai été approché pour ce concert, je n'avais jamais entendu parler de Deep Purple. Mais après l'écoute de leurs deux premier albums, j'ai réalisé que, ensemble, nous pourrions faire quelque chose pour combler le fossé entre lemonde de la musique orchestrale et le monde de la pop. »

— Malcolm Arnold, SIMONS, Judith, « How the Royal "Phil" joined the Deep Purple », Daily Express, 11 septembre 1969.
Cependant, les répétitions sont houleuses : les musiciens du Royal Philharmonic Orchestra, en costume, sifflent les membres du groupe, débraillés et aux cheveux longs. Certains refusent même de jouer avec des « Beatles de seconde zone », font des mots-croisés ou se bouchent les oreilles. Ces attitudes amèneront même Arnold à insulter ses propres musiciens.

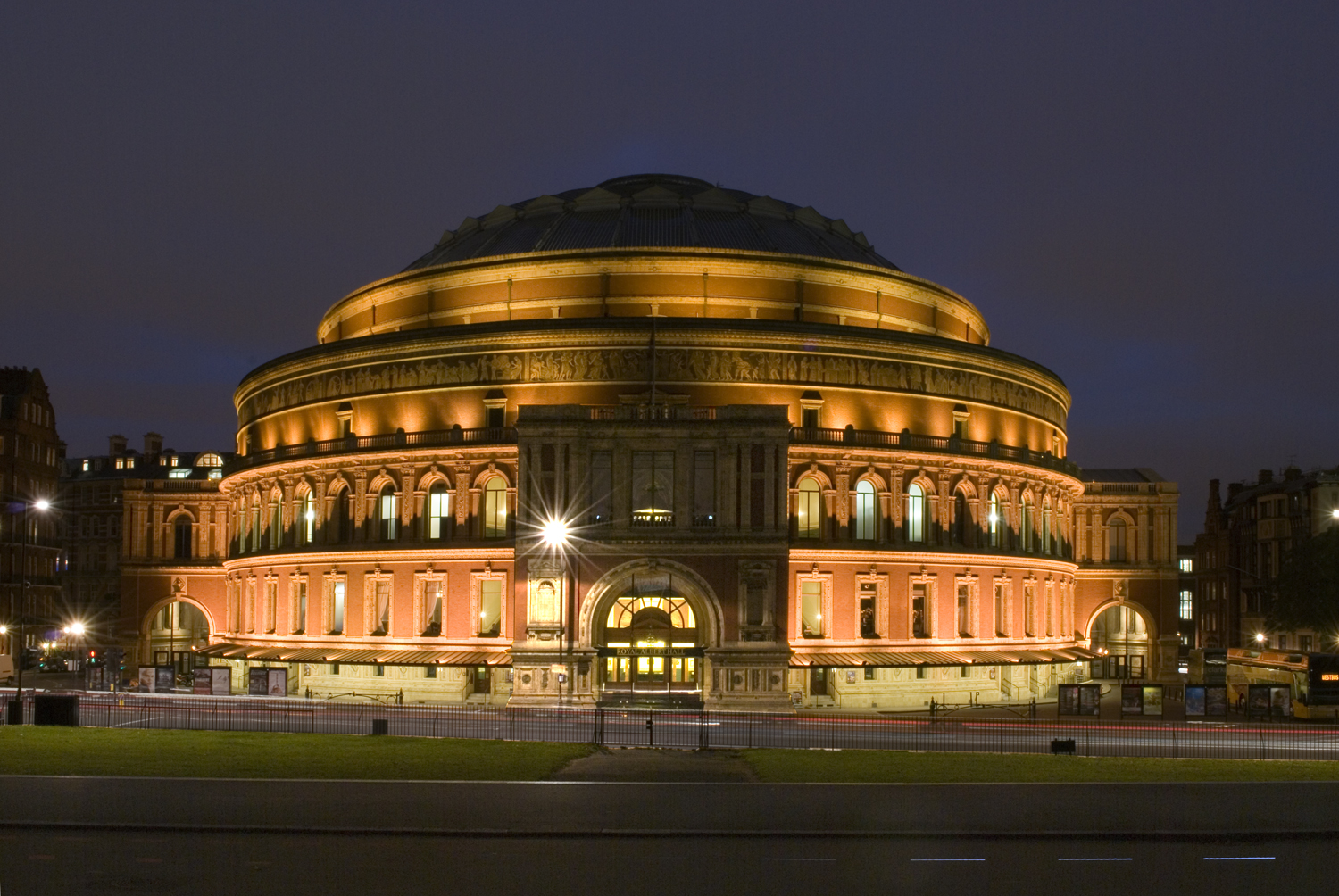
Le Royal Albert Hall

Le concert a finalement lieu au Royal Albert Hall le 24 septembre 1969, dans une salle bondée, dans le cadre d'un gala de charité pour l'association « Task Force », qui aide des personnes âgées. La prestation est enregistrée et filmée par la BBC qui télédiffuse les images en couleurs le 4 avril 1970 au cours de l'émission The Best of Both Worlds. Outre le concerto, sont également jouées la Symphonie no 6 (op. 95) d'Arnold, ainsi que les pièces Hush, Wring that Neck et Child in Time de Deep Purple, avec ses nouveaux membres, le chanteur Ian Gillan et le bassiste Roger Glover, Evans et Simper ayant été renvoyés. Le concert est un succès puisque le public bisse l'œuvre, dont le second mouvement est interprété en rappel. Cependant, les avis de la presse anglaise sont mitigés.
Le Daily Express cite les félicitations du compositeur Sir Williams Walton : « La combinaison ? Quand c'est fait comme ça, c'est splendide ». Cependant, le journal fait remarquer les difficultés à unir deux styles musicaux différents :

« Cet objectif ne fut atteint que pas une sorte de compromis qui nie ce que chacun des ensembles peut faire de mieux. L'orchestre a donné le meilleur de sa capacité à développer des idées, de sorte que le groupe pop n'était pas au mieux. Une grande partie de l'écriture orchestrale découle directement du style de Sibelius d'il y a 70 ans, avec une touche de Prokofiev pour rehausser le ton. L'écriture pop a donné des idées attrayantes mais pas assez risquées. »

— Noël Goodwin, Daily Express, 25 septembre 1969
L'article « Mais, j'ai aimé l'expérience de Deep Purple » du New Musical Express présente le concerto comme un succès retentissant, tout en reconnaissant la part de vérité de celui du Daily Express :

« On pourrait faire la critique que le groupe n'a pas voulu en faire plus [...]. On
pourrait aussi ajouter que le RPO a été contraint de sacrifier une partie importante de sa puissance afin de se fondre avec le groupe. [...] Mais le
plus important est que Jon Lord a été capable de produire de la musique, dont la qualité et la propreté technique était si bonne, qu'un tel géant comme Malcolm Arnold fut non seulement prêt à fournir le RPO, mais fut aussi très excité par l'ensemble du projet. À la fin de l'opus, le public était en délire. C'était un acte de plaisir spontané, dont je n'avais pas été témoin depuis que l'Angleterre a remporté la Coupe du Monde »

— Gordon Coxhill, New Musical Express, 25 septembre 1969
L'International Times met en avant l'aspect historique de l'œuvre et la proximité de Jon Lord avec le style de Keith Emerson, dans son article « Deep Purple l'a fait » :

« Le concert au Royal Albert Hall, le mercredi 24 septembre, avec Deep
Purple en concert avec le Royal Philharmonic Orchestra, était peut-être l'événement musical le plus important depuis qu'Epstein a rencontré les Beatles. D'accord, Nice, Mason Williams, Bakerloo, Love Sculpture et d'autres, ont tous tâté avec le classique, empruntant des thèmes et / ou des morceaux d'arrangements classiques de base. Mais ils n'ont été qu'empruntés [...]. Deep Purple a réussi là où tous les autres ont échoué (ou même pas eu le courage d'essayer) […]. Le fait que l'organiste de Deep Purple, John [sic] Lord, a pu écrire, arranger et réaliser un travail qui pourrait être exécuté par deux groupes totalement différents de musiciens, chacun avec leurs propres termes de référence, leurs idées et leurs préjugés, mérite qu'on le considère comme une sorte de visionnaire. »

— Mark Williams, International Times, 10 octobre 1969, no 66, p. 26-27
Deep Purple rejoue l'œuvre de Lord à Vienne, à Zurich et au cours de son concert donné le 25 août 1970 à l'Hollywood Bowl, avec le Los Angeles Philharmonic Orchestra dirigé par Lawrence Foster. C'est après cette représentation que les partitions originales du concerto sont perdues.
Bien que les reprises Hush et Kentucky Woman soient devenues des succès en Amérique du Nord, Deep Purple n'a pas encore connu de succès au Royaume-Uni, jusqu'à ce que l'album Concerto for Group and Orchestra, sorti en décembre 1969, ébranle les charts britanniques au début des années 1970.

#### Deep Purple «Mark II» (1969-1973)
Deep Purple travaille ensuite sur Deep Purple in Rock, qui sort chez son nouveau label Harvest en 1970, et est maintenant reconnu comme l'une des premières œuvres clés du hard rock, orientation musicale définie par Ritchie Blackmore qui a pris les rênes du groupe.

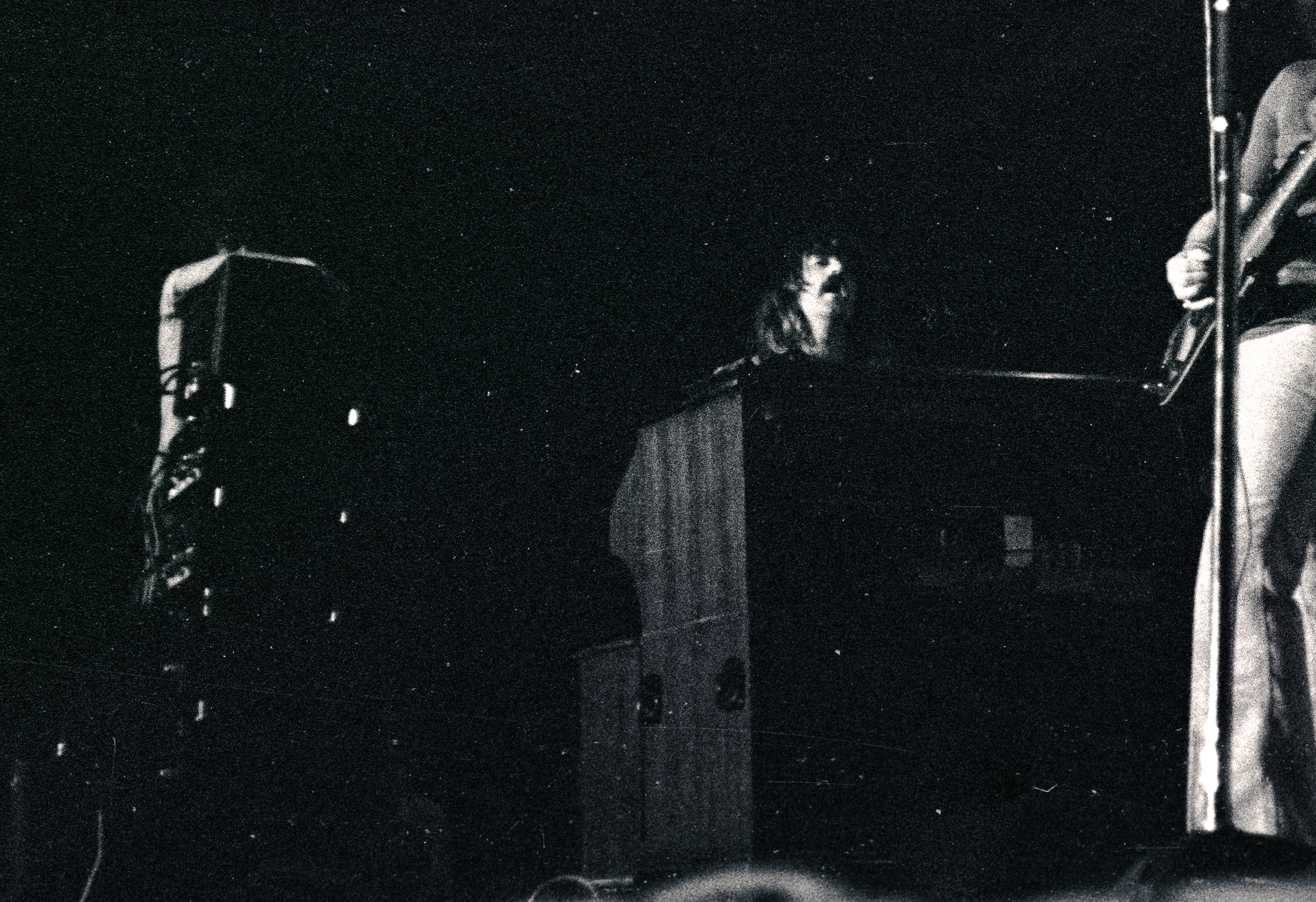
Jon Lord avec Deep Purple en tournée à la Niedersachsenhalle de Hanovre, en 1970

Sur des pièces comme Speed King et Bloodsucker, Lord et Blackmore s'affrontent pour s'éblouir mutuellement, souvent dans une improvisation de style classique de type « appel et réponse », style musical qu'ils vont utiliser à bon escient en concert. Ian Gillan déclarera plus tard que Lord avait fourni l'idée du riff d'orgue principal pour Child in Time, bien qu'il soit également basé sur la chanson à succès psychédélique de 1969 Bombay Calling de It's a Beautiful Day. Le solo expérimental de Lord sur Hard Lovin 'Man, avec interpolation de sirène de police, de cet album reste son préféré parmi ses performances en studio avec Deep Purple.
Dans cette configuration, la célèbre « Mark II » de Deep Purple enregistre trois autres albums studio : Fireball (1971), Machine Head (1972) et Who Do We Think We Are (1973).
Les points forts du travail de Lord au cours de cette période incluent les fondements rythmiques sur Smoke on the Water et Space Truckin ainsi que les solos d'orgue sur Highway Star, Pictures of Home et Lazy, tous figurant sur Machine Head ; la bombe sonore de l'album en concert Made in Japan (1972) ; et un long solo chargé d'effets sur Rat Bat Blue de l'album Who Do We Think We Are.
C'est au cours de ces années que le son de clavier caractéristique de Lord s'accroit. Ignorant l'émergence du synthétiseur Moog, pionnier du rock par des musiciens tels que Keith Emerson. Lord commence à expérimenter un son de clavier produit en pilotant l'orgue Hammond via des amplificateurs Marshall : il crée un son grondant, lourd et mécanique qui lui permet de rivaliser avec Blackmore en tant que soliste, avec un orgue qui sonne aussi proéminent que la guitare principale. La sonorité de Lord est plus lourde que celles de blues, et elle comporte souvent une distorsion et un son de type industriel beaucoup plus dur, lequel deviendra la sonorité caractéristique de l'orgue de Jon Lord. Lord et son technicien de clavier, Mike Phillips, combinent son Hammond C3 avec le RMI368 Electra-Piano and Harpsichord, dont seront utilisées les sonorités de piano électrique et de clavecin du sur des chansons telles que Demon's Eye et Space Truckin'.
En 1973, le Hammond C3 original de Lord rend l'âme et il en a achète un autre à Christine McVie de Fleetwood Mac. Lord gardera cet Hammond C3 particulier jusqu'à sa retraite du groupe en 2002, lorsqu'il le transmettra à son successeur Don Airey. Cet instrument sera retiré de la scène quelques années plus tard, car il était devenu « assez défoncé » selon Airey.
Selon un critique, « beaucoup ont essayé d'imiter le style [de Lord], et tous ont échoué ». Lord lui-même en dira : « Il y a une façon de jouer un Hammond [qui est] différente. Beaucoup de gens font l'erreur de penser que vous pouvez jouer de l'Hammond avec une technique de piano. Eh bien, vous pouvez, mais on dirait que vous jouez un Hammond avec une technique de piano. Vraiment, vous devez apprendre à jouer de l'orgue. C'est une technique legato ; c'est une technique pour obtenir du legato sur un instrument non legato. »

#### Gemini Suite(1970-1972)
Lord continue à se concentrer sur ses aspirations classiques parallèlement à sa carrière dans Deep Purple. La BBC, portée par le succès du concerto, lui charge d'écrire une autre pièce. Il compose de ce fait la Gemini Suite durant les six premiers mois de 1970. L'œuvre, basée sur les signes du zodiaque et les personnalités musicales de chaque membre de Deep Purple, est interprétée par le groupe et la Light Music Society, toujours sous la direction de Malcolm Arnold, au Royal Festival Hall le 17 septembre 1970, et diffusée en direct sur les radios anglaise et danoise. Elle sera rejouée à Munich le 4 janvier 1972, cette fois-ci avec le Kammerorchester dirigé par Eberhard Schoener.
L'œuvre devient la base du premier album solo de Lord, Gemini Suite, sorti en novembre 1972, avec la participation du London Symphony Orchestra, une nouvelle fois dirigée par Arnold, de Yvonne Elliman et Tony Ashton au chant, et d'Albert Lee à la guitare, Gillan et Blackmore ayant refusé d'y participer. Elle est réarrangée, avec en particulier une partie de piano qui n'existe pas dans la première version avec Deep Purple. Cette dernière ne sortira d'ailleurs en album qu'en 1993 sous le titre Gemini Suite Live.

#### The Last Rebel(1971)
Au cours de l'année 1971, Jon Lord et Tony Ashton composent la musique du film The Last Rebel, réalisé par Denis McCoy et dans lequel jouent Jack Elam, Victoria George, Ty Hardin, Joe Namath, Woody Strode, entre autres. La musique est interprétée par le trio Ashton, Gardner & Dyke, accompagnés par le Royal Liverpool Symphony Orchestra et Jon Lord. Cette collaboration amènera Lord à réaliser les arrangements de cordes sur la chanson Falling Song, sur l'album What A Bloody Long Day It's Been de Ashton, Gardner & Dyke, sorti l'année suivante.
Cette même année 1972, Jon Lord participe à un concert du Pete York's Percussion Band, diffusé à la BBC, en compagnie de Pete York et Ian Paice (batterie), Ray Fenwick (guitare), Charlie McCracken (basse), Steve Fearn (guitar/chant), Roger Munns (piano), Mel Thorpe (saxophone/flûte), Bill Coleman et Tom Bunny (trompette). En septembre, il fait partie des musiciens qui enregistrent quelques démos avec Ian Gillan, chanteur de Deep Purple.

#### Deep Purple «Mark III» (1973-1974)

Jon Lord en 1973 lors d'un concert de Deep Purple

Au début de 1973, Lord déclare : « Nous sommes aussi valables que n'importe quoi de Beethoven » Il enregistre deux albums avec la troisième formation de Deep Purple, la « Mark III » dans laquelle David Coverdale et Glenn Hughes ont remplacé Gillan et Glover partis au début de l'été pour des projets personnels : Burn et Stormbringer, qui sortent tous deux en 1974.
Sur l'album Burn, Jon Lord expérimente le synthétiseur ARP Odyssey sur le solo qu'il a composé dans le style baroque du titre homonyme et sur l'instrumental A200 qui clôt l'album. Sur la ballade Soldier of Fortune de l'album Stormbringer, Jon Lord joue du mellotron avec une sonorité de cordes.
Roger Glover décrira plus tard Lord comme un véritable « soliste Zen-archer », quelqu'un dont la meilleure improvisation au clavier venait souvent du premier coup. La stricte dépendance de Lord au son d'orgue Hammond C3, par opposition à l'utilisation fréquente du synthétiseur par ses contemporains, le place fermement dans la catégorie jazz-blues en tant que musicien de groupe et loin du son rock progressif de Keith Emerson et Rick Wakeman. Lord s'est rarement aventuré dans le territoire du synthétiseur sur les albums de Purple, limitant souvent son expérimentation à l'utilisation du modulateur en anneau avec le Hammond, pour donner des performances en concert sur des morceaux comme Space Truckin' un son « spatial » distinctif.
Lors d'un concert à Londres le 22 mai 1974, Jon Lord se présente cependant lui-même comme « Rick Emerson », mélange des identités de Rick Wakeman et Keith Emerson. On peut l'entendre prononcer cette phrase sur l'album en concert Live in London, sorti en 1982.

#### Windows(1974)
La collaboration de Lord avec le très expérimental et solidaire Schoener abouti à une deuxième performance en concert de la Gemini Suite à la fin de l'année 1973 et à un nouvel album de Jon Lord, intitulé Windows, lequel est enregistré le 1er janvier 1974 lors d'un concert donné à Munich, lors de la présentation en Eurovision du Prix Jeunesse. Il s'avère être le travail le plus expérimental de Lord et suscite des réactions mitigées. David Coverdale et Glenn Hughes y font une apparition. L'album ne contient que deux titres mêlant rock, musique classique et jazz, durant respectivement un quart d'heure et une demi-heure : Continuo on BACH inspirée par L'Art de la Fugue de Jean-Sébastien Bach, et Windows qui incorpore la partie chantée de l'album précédent, Gemini Suite.
La prestation est filmée et diffusée à la télévision allemande, mais ne fera jamais l'objet de sortie en vidéos officielles. La version télédiffusée dure une dizaine de minutes de plus que la version audio, car elle incorpore des éléments coupés au montage sur l'album vinyle : l'introduction d'Also sprach Zarathoustra de Richard Strauss avec Jon Lord à l'orgue liturgique, et poèmes en allemand narrés par Klaus Löwitsch.
Toujours à Munich en 1974, Jon Lord enregistre avec ces mêmes musiciens une version mêlant classique et rock de la messe du couronnement de Mozart, télédiffusée sous le nom Rock meet classics. Néanmoins, comme pour Windows, aucune vidéo officielle n'est publiée : les deux œuvres ne sont visibles que sur des sites comme Youtube.

#### First of the Big Bands(1974)
En mars 1974, Lord et Paice collaborent avec leur ami Tony Ashton (qui a chanté sur Windows) sur l'album First of the Big Bands, crédité de « Tony Ashton & Jon Lord » et mettant en vedette un riche éventail de musiciens de session, dont Carmine Appice, Ian Paice, Peter Frampton et le saxophoniste de studio de Pink Floyd, Dick Parry Ils interprètent une grande partie du répertoire sur la scène du London Palladium en septembre suivant.
Durant cette période, Lord joue du piano sur deux titres de l'album Rampant de Nazareth, produit par Roger Glover et sorti en avril : Glad When You're Gone et Shanghai'd in Shanghai.

#### Deep Purple «Mark IV» (1975-1976)

Deep Purple « Mark IV » en 1976 : debout, David Coverdale et Ian Paice ; assis, Glenn Hughes, Tommy Bolin et Jon Lord

En 1975, sort Come Taste the Band l'unique album de la « Mark IV » de Deep Purple dans laquelle l'Américain Tomy Bolin a remplacé à la guitare Ritchie Blackmore, parti pour une carrière avec son groupe Rainbow. On peut à nouveau entendre Jon Lord au synthétiseur ARP Odyssey sur la chanson Love Child.
En octobre, Jon Lord tient les claviers sur l'interprétation en concert au Royal Albert Hall de l'album Butterfly Ball de Roger Glover. On le retrouve aussi cette année-la sur Biscuit Bakin' Mama et Bury Me Back in the USA de l'album American Blues Legends et avec Ian Paice sur l'album Get Off II de Napra.

#### Sarabande(1975-1976)
Par ailleurs, les badinages avec Bach sur Windows et le plaisir de collaborer avec Schoener aboutissent peut-être à l'œuvre solo la plus confiante de Lord et peut-être à son album orchestral le plus fort : Sarabande, enregistré en Allemagne en septembre 1975 avec la Philharmonia Hungarica dirigée par Schoener.
Composé de huit pièces (de la première vague de Fantasia au Finale), au moins cinq pièces forment la construction typique d'une suite de danse baroque. Les pièces maîtresses (Sarabande, Gigue, Bouree, Pavane et Caprice) présentent une riche orchestration complétée parfois par l'interpolation de thèmes rock, interprétées par un groupe de session composé de Pete York (déjà présent sur Windows) à la batterie, Mark Nauseef aux percussions et Andy Summers (futur membre de The Police) à la guitare, avec orgue et synthétiseurs joués par Lord. L'album sort en 1976, année où Deep Purple, qui ne compte plus que Jon Lord et son beau-frère Ian Paice comme membres originaux, se désagrège : le 19 juillet sa séparation est rendue publique.
Au printemps 1976, Jon Lord participe au projet Wizard's Convention de Eddie Hardin, avec une brochette de musiciens dont Tony Ashton, David Coverdale, Ray Fenwick, Roger Glover, Glenn Hughes, Pete York. L'album homonyme sort à la fin de l'année : Jon y joue sur She's a Woman,.

### 1976-1984: PAL, Whitesnake et solo

#### Paice, Ashton and Lord (1976-1977)
A la fin de 1976, Lord et Paice forment alors Paice Ashton & Lord (abrégé en PAL) avec Tony Ashton, ami de Lord. Cependant ce groupe ne dure qu'un an et engendre un seul album, Malice in Wonderland en 1977, enregistré aux studios Musicland de l'hôtel Arabella à Munich. Le trio y est accompagné par Bernie Marsden (futur Whitesnake) à la guitare et Paul Martinez (en) à la basse. Un deuxième album est commencé mais abandonné par la suite.
Lord est également l'un des nombreux claviéristes invités à la performance en concert de The Odyssey de David Bedford au Royal Albert Hall en 1977.

#### Whitesnake (1978-1984)
Le 16 juillet 1978, Jon Lord et Ian Paice participent au concert de Maggie Bell donné au Royal Festival Hall à Londres. On y retrouve aussi Tony Ahston, le saxophoniste Andy Mackay, le bassiste Paul Martinez et le guitariste Geoff Whtehorn.
Durant cette année, Jon Lord joue sur deux chansons de l'album More Than Meets The Eye de Joe Breen, produit aussi par Roger Glover : Shadows Of The Night et Hurting Each Other,.
Désireux de payer une énorme facture fiscale à son retour au Royaume-Uni à la fin des années 1970 (les excès de Purple comprenaient leur propre jet de tournée et une maison que Lord a louée à Malibu à l'actrice Ann-Margret et où il a écrit l'album Sarabande), Jon Lord rejoint Whitesnake, le nouveau groupe de David Coverdale, ex-chanteur de Deep Purple, en août suivant. Il y sera rejoint deux ans plus tard par Ian Paice.
Jon Lord y jouera sur six albums studios : Trouble (1978), Lovehunter (1979), Ready an' Willing (1980), Come an' Get It (1981); Saints and Sinners (1982) et Slide It In (1984). Il apparaît aussi sur l'album enregistré en concert Live...in the Heart of the City (1980).
Cependant, son jeu de claviers n' y est pas aussi développé que dans Deep Purple : son travail dans Whitesnake se limite en grande partie à ajouter de la couleur (ou, selon ses propres mots, un « halo ») pour compléter un son blues-rock fourni déjà par deux guitaristes principaux, Bernie Marsden et Micky Moody. Lord ajoute à sa configuration un piano électrique Yamaha CP-70 et enfin une énorme banque de synthétiseurs sur scène avec l'aimable autorisation de Moog (Minimoog, Opus, Polymoog) afin qu'il puisse jouer le blues à douze mesures dont le groupe a souvent besoin et recréer une section de cordes et autres effets. Un travail aussi varié est mis en avant sur des morceaux comme Here I Go Again, Wine, Women and Song, She's a Woman et Till the Day I Die.
Entre 1980 et 1983, un certain nombre de single de Whitesnake entrent dans les charts britanniques, emmenant Lord, maintenant quadragénaire, dans l'émission Top of the Pops avec régularité.
Durant cette période, il est invité à jouer sur deux albums de Bernie Marsden, l'un des guitaristes de Whitesnake : And About Time Too (1979) et Look at Me Now (1980). Il apparait aussi sur les chansons A Nightingale Sang In Berkeley Square, Goodbye My Friend Goodbye, et Backstreet International de l'album A Nightingale Sang In Berkeley Square/Jungle Cup Final de Richard Digance, sorti en 1979.
Le dernier concert avec Whitesnake de Jon Lord a lieu dans le programme télévisé suédois Måndagsbörsen le 16 avril 1984. Lord avouera ensuite sa frustration d'être un employé mal payé, mais les fans n'ont guère vu cette discorde et le succès commercial de Whitesnake le maintient au premier rang des sondages des lecteurs en tant que principal maestro du clavier de hard-rock. Son mécontentement (et l'empressement de Coverdale à réorganiser la formation du groupe et à abaisser l'âge moyen pour aider à percer le marché américain) ont ouvert la voie à la reformation de Deep Purple « Mark II » cette même année.

#### Before I Forget(1981-1982)
Fin 1981, toujours membre de Whitesnake, Jon Lord prend le temps d’enregistrer en solo et sort l'année suivante l'album Before I forget sur lequel participent, entre autres, des membres ou anciens membres de Whitesnake, comme Bernie Marsden, Neil Murray, Ian Paice et Cozy Powell, ainsi que Tony Ashton, Simon Phillips, et les chanteuses Vicky Brown et sa fille Sam.
Sur cet album, à côté de chansons rock ou ballades piano-voix, Jon Lord réinterprète à sa manière des pièces classiques : un air traditionnel de Thomas Tallis (Tender Babes), Toccata et fugue en ré mineur de Jean-Sébastien Bach (Bach onto this), et en bonus sur le CD réédité en 1999, Pavane pour une infante défunte de Maurice Ravel (Pavane).

#### Olympic Rock & Blues Circus (1982-1990)
Cette même année, Lord tourne en Allemagne avec un groupe nommé Olympic Rock & Blues Circus et dirigé par Pete York, en compagnie de Colin Hodgkinson et Chris Farlowe, entre autres. Il participera de façon épisodique à ce groupe qui tournera jusque dans les années 1990.

#### The Country Diary of an Edwardian Lady et White Fire(1984)
Dans les années 1980, Jon Lord est invité à jouer sur les albums de ses amis Graham Bonnet (Line Up, 1980), George Harrison (Gone Troppo, 1982), Cozy Powell (Octopuss, 1983), David Gilmour (About Face, 1984), Alvin Lee (Detroit Diesel, 1986) et joue sur une adaptation du classique de 1908 de Kenneth Grahame, Le vent dans les saules de Eddie Hardin (Wind in the Willow,1985).
Par ailleurs, Lord est chargé par le producteur Patrick Gamble d'écrire la bande originale de sa série télévisée sur Central Television en 1984, The Country Diary of an Edwardian Lady, basée sur le livre de Edith Holden : Lord compose une série pastorale de thèmes joué par un orchestre dirigé par Alfred Ralston, qui y compose également des pièces.
Jon Lord s'est alors fermement établi en tant que membre de « l'aristocratie des manoirs du rock britannique dans l'Oxfordshire » avec une maison, Burntwood Hall, située sur 23,5 acres (9,510112587 ha) à Goring-on-Thames, avec son propre terrain de cricket et un piano à queue Challen peint à la main, qui appartenait auparavant à Shirley Bassey
La même année, Lord compose et produit la partition du film White Fire, laquelle est constituée en grande partie de deux chansons interprétées par le groupe Limelight.

### 1984 - 2002: Deep Purple et solo

#### Le retour de Deep Purple «Mark II» et la «Mark V» (1984-1993)

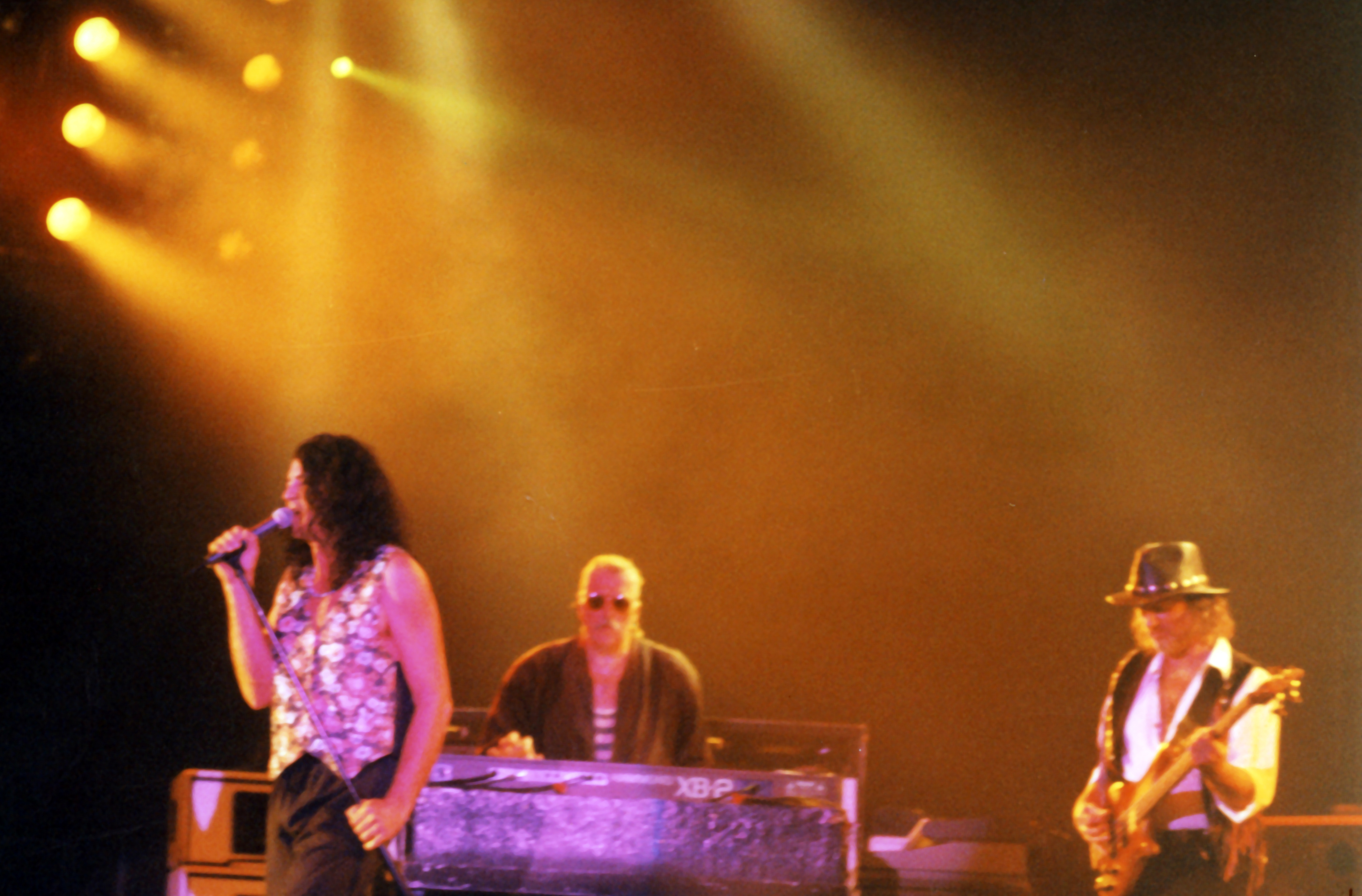
De gauche à droite : Ian Gillan, Jon Lord et Roger Glover, lors d'un concert de Deep Purple « Mark II » le 18 octobre 1993 à Nancy

Avec Blackmore, Gillan, Glover et Paice, Lord participe à la réunion de Deep Purple qui produit l'album Perfect Strangers en novembre 1984. Sa contribution aux compositions du groupe est constante et réelle : on peut citer sa séquence d'ouverture classique « rubato » sur la pièce qui ouvre l'album Knocking at Your Back Door, complétée par une suite d'harmonie polycordale en fa mineur sur une basse en sol, ainsi que son travail puissant sur la chanson homonyme Perfect Strangers.
En 1985, Jon Lord apparait dans la scène finale du film Water (Ouragan sur l'eau plate en français), au sein du groupe The Singing Rebels' Band qui comprend également Eric Clapton, George Harrison, Ray Cooper, Mike Moran, Chris Stainton et Ringo Starr, ainsi que les choristes Jenny Bogle et Anastasia Rodriguez. Cependant, leur prestation n'est pas la même que celle entendue sur la bande son du film sortie la même année.
En 1987, la deuxième formation emblématique de Deep Purple recomposée enregistre l'album The House of Blue Light sur lequel Lord utilise une ribambelle de claviers à côté de son traditionnel orgue Hammond : Minimoog, Yamaha DX1, CP70, DX7, Emulator 2.
À la fin des années 1980, Jon Lord apparaît dans l'émission télévisée en Allemagne Super Druming mettant en avant les musiciens batteurs. On peut le voir réinterpréter entre autres ses compositions comme Bourrée, Sarabande et Gigue.
À la suite du renvoi de Ian Gillan en 1989, Joe Lynn Turner, qui avait chanté dans Rainbow; remplace brièvement Ian Gillan au chant dans la « Mark V », et participe à l'album Slaves and Masters.
Après le retour de Ian Gillan, la « Mark II » enregistre un dernier album en 1993 : The Battle Rages On, avant que Blackmore ne quitte le groupe en pleine tournée en décembre : ce dernier reformera son groupe Rainbow, puis Blackmore's Night avec sa compagne Candice Night.
En 1990, Jon Lord est invité à joue sur We Are One de l'album About Love And Life de Vicky Brown. Il apparait aussi sur Contradictions de l'album April Moon de sa fille Sam. Toutes deux ont chanté sur l'album Before I Forget de Jon Lord.
En juin 1991, au Zeltfestival de Fribourg, il participe à la version donnée en concert de Wind in Willows de Eddie Hardin. On y retrouve également des connaissances comme Don Airey, Tony Ashton, Maggie Bell, Graham Bonnet, Ray Fenwick, Zak Starkey et Pete York.
En 1992, il joue sur The Rocket et Legend of The Glass Mountain de l'album The Drums are Back de Cozy Powell, ainsi que sur Real Life Blues et Wake Up Moma de l'album Zoom d'Alvin Lee.

#### Deep Purple «Mark VI» et «Mark VII» (1993-2002)
Entre 1993 et 1994, Blackmore est temporairement remplacé, en concert uniquement, par Joe Satriani, dans le cadre d'une sixième formation du groupe, laquelle n'enregistra aucun album ni en studio, ni en concert.
Pendant cette période, Jon Lord est invité par groupe Ride : il y tient l'orgue Hammond sur le titre d'ouverture Moonlight Medicine de l'album Carnival of Light et sur At to the End of Universe de l'EP How Does It Feel to Feel.
Le 13 août 1994, il interprète quelques-unes de ses compositions au Lake Thun Festival en Suisse,.
En juillet 1995, il donne deux concerts à Stuttgart et Luxembourg en compagnie de Miller Anderson, Colin Hodgkinson et Pete Yorl, entre autres. La même année, il joue sur Stuck on You de l'album Still a Few Pages Left de Hardin & York.
Entre 1996 et 1998, Jon Lord enregistre deux albums avec la septième formation de Deep Purple dans laquelle Steve Morse a remplacé Blackmore à la guitare : Purpendicular en 1996 et Abandon en 1998.

#### Pictured Within(1997-1999)
Cependant Jon Lord garde une certaine indépendance : en 1998, il sort un nouvel album solo, Pictured Within, tout empreint de romantisme. On y retrouve, entre autres, la chanteuse Sam Brown, le guitariste-chanteur Miller Anderson, le batteur Pete York, et le bassiste Colin Hodgkinson qu'il avait côtoyé dans Whitesnake.
Il s'agit peut-être de son œuvre la plus personnelle à ce jour, avec une tournée européenne pour la soutenir. La mère de Jon, Miriam, est morte en août 1995 et l'album est influencé à toutes les niveaux par le sentiment de chagrin de Lord. Enregistré en grande partie en 1997 dans sa résidence secondaire de Lord à Cologne, les thèmes de l'album sont elgariens et alpins dans une égale mesure. Lord signe avec Virgin Classics pour sortir l'album, qu'il voit comme la première étape de son départ de Purple pour se lancer dans une carrière solo.
Certaines de ses nouvelles compositions sont interprétées lors d'une tournée européenne en solo au printemps 1999.
Une chanson de Pictured Within, intitulée Wait A While sera ensuite reprise par la chanteuse norvégienne Sissel Kyrkjebø sur son album My Heart en 2003.

#### Retour en concert duConcerto for Group and Orchestra(1999-2000)
En 1999 et 2000, pour le 30eanniversaire de l'oeuvre, Jon Lord réinterprète en concert son Concerto for Group and Orchestra au sein de ce qui sera sa dernière formation de Deep Purple. Les partitions perdues sont reconstituées par Jon Lord avec l'aide de Marco de Goeij, fan du groupe mais aussi musicologue et compositeur, à partir des différents enregistrement existants. Sir Malcolm Arnold, le chef d'orchestre de 1969, anobli en 1993, laisse ici sa place à Paul Mann, qui accompagnera le groupe tout au long de la tournée. La prestation fera l'objet d'un CD et d'un DVD sortis en 2000 : In Concert with the London Symphony Orchestra.
Le 16 juin 2000, Jon Lord participe au concert organisé au célèbre studio d'Abbey Road à Londres pour célébrer le rétablissement de Tony Ashton, malade d'un cancer. Trois cents personnes assistent à la reprise de pièces de la carrière d'Ashton par Pete York, Eddie Hardin, Bernie Marsden, Mick Moody, John Entwistle, Zak Starkey, Jon Lord et Ian Paice, entre autres. Cependant, la maladie reprendra le dessus et Tony Ashton mourra le 30 mai 2001.

#### From Darkness to Light (2000)
En août et septembre suivant, From Darkness to Light, une nouvelle composition pour piano, orchestre et chœur de Jon Lord est interprétée dans sa première version en l'église de la Sainte-Vierge-Marie de Hambleden, au cours des célébrations du Henley Millenium. L'œuvre sera réécrite et jouée à partir de 2007 dans une version allongée de dix minutes.

### 2002-2010: l'après Deep Purple
Lors de la tournée 2001 de Deep Purple, Jon Lord, blessé au genoux, est temporairement remplacé aux claviers par Don Airey (ex Rainbow, Whitesnake, etc..).
Cependant en 2002, après y avoir passé 25 ans dans sept formations entre 1968 et 1975, puis à partir de 1984, Jon Lord quitte Deep Purple afin de poursuivre des projets plus personnels : il est de nouveau remplacé, cette fois-ci définitivement, par Don Airey, pour la « Mark VIII », avant-dernière formation du groupe (Steve Morse sera remplacé en 2022 par le guitariste Simon McBride). Bien après son départ du groupe, Lord avouera : « Quitter Deep Purple a été tout aussi traumatisant que je l'avais toujours soupçonné et plus encore - si vous voyez ce que je veux dire. »
Le 14 septembre 2002, Jon Lord retrouve Deep Purple sur scène à Birmingham pour quelques morceaux en fin de concert : Perfect Stangers, Speed King, Smoke on the Water, Hush et Highway Star. Après le traditionnel solo de Don Airey qui mêle airs classiques et blues-rock, les lumières s'éteignent avant de se rallumer en laissant apparaître Jon Lord à sa place, jouant l'introduction de Perfect Strangers, sous les acclamations du public en délire. La prestation a fait l'objet d'un DVD, Live at the Nec, sorti dans le cadre d'un coffret Around the World Live (en).
À la fin de l'année, Lord apparait sur la pièce homonyme de l'album Brainwashed de George Harison.

#### The Hoochie Coochie Men (2003)
En 2003, Jon Lord rejoint The Hoochie Coochie Men (en), pour une série de concerts, au cours desquels ils se produit notamment le 7 février à Sydney avec le chanteur Jimmy Barnes (de Cold Chisel) et Bob Daisley (ancien bassiste de Rainbow, Ozzy Osbourne, Gary Moore, entre autres), pour un set R&B et blues sorti sur CD la même année : Live at the Basement.
Jon Lord profite de son passage en Australie pour y donner en février la première de sa composition Boom Of The Tingling Strings et en mars réinterpréter son Concerto for Group and Orchestra.
La même année, il apparait sur deux pièces de l'album Blueheart de Miler Anderson : Help me et Houston.

#### Beyond the Notes(2004)
En juin et juillet 2004, Jon Lord enregistre à Bonn avec le producteur Mario Argandoña un nouvel album Beyond the notes, sur lequel se côtoient des instruments rock et classique (flûte, saxophone, cordes, chœurs). Les fidèles Sam Brown et Pete York y sont présents, ainsi que Frida, la chanteuse du célèbre groupe ABBA sur la chanson The Sun Will Shine Again. De plus, Jon Lord dédie la chanson De Profundis à Don Airey.
Cette même année, Jon Lord participe au concert célébrant les 50 ans du rock à Hambourg : il joue, en compagnie de Ian Anderson, sur Smoke on the Water et Locomotive Breath. La prestation sort en CD et DVD sous le titre Legends of Rock, 50 Jahre Rock.

#### Tony Ashton & Friends (2006)
En 2006, sort Endangered Species, Live at Abbey Road 2000 enregistré en concert par Tony Ashton & Friends en 2000 : Jon Lord joue sur une dizaine de pièces de Whitesnake et Paice, Ashton & Lord.
Cette même année, Lord reprend les classiques When a Blind Man Cries, Demon's Eye et Smoke on the Water de Deep Purple sur l'album Gillan's Inn de Ian Gillan.
À la fin de la décennie 2000, Jon Lord va se consacrer à des albums de musique classique, sur lesquels, une première, ne figurent aucun instruments, ni chanteurs ou musiciens rock, en dehors de lui-même à l'orgue Hammond ou au piano.

#### Durham Concerto(2007)

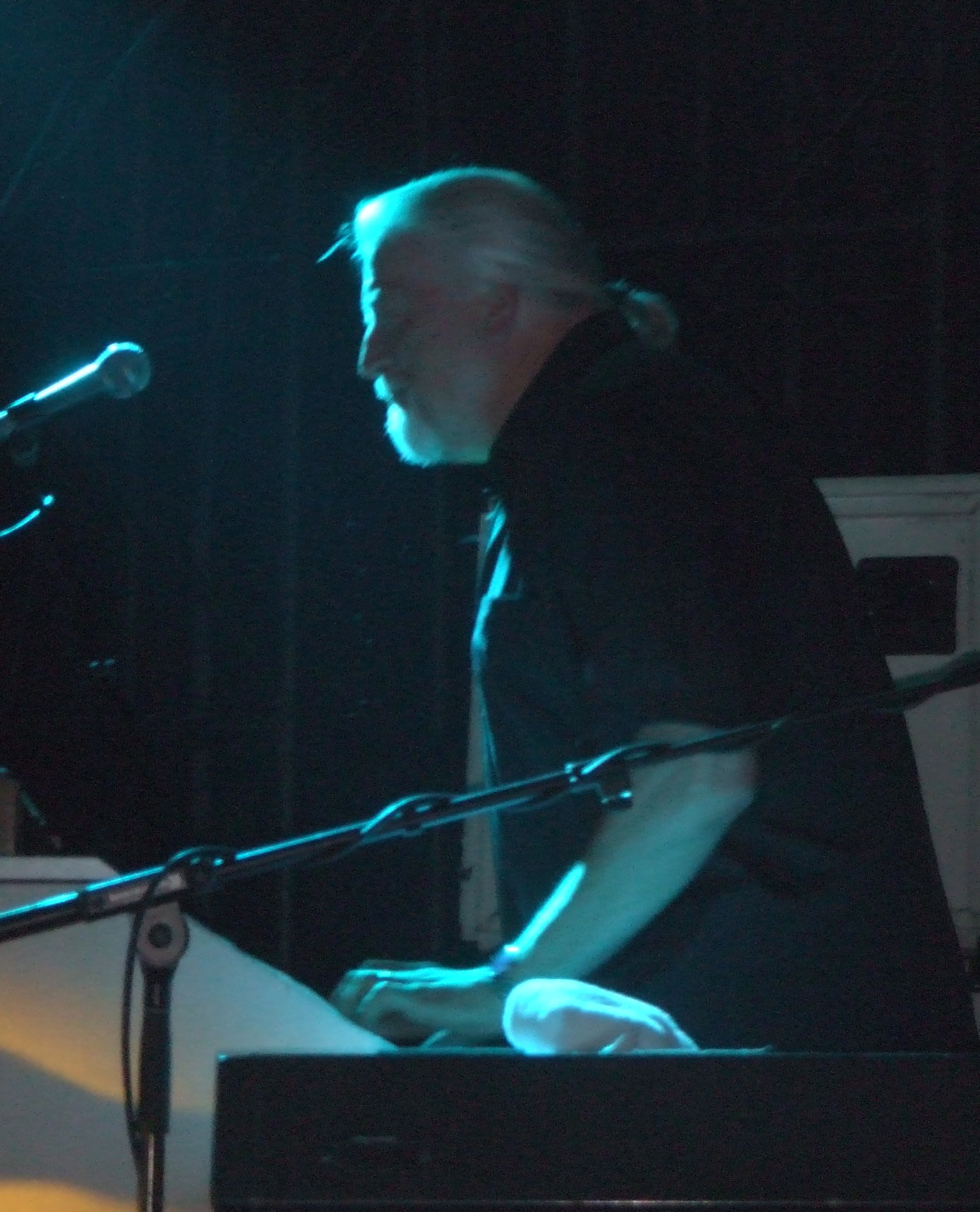
Jon Lord au Sunflower Jam 2007

En 2007, après la sortie d'un second album Hoochie Coochie Men, enregistré en 2006, Lord compose, joue et enregistre Durham Concerto, un concerto pour orchestre et divers instruments : violon, violoncelle, orgue Hammond et Northumbrian smallpipes, genre de cornemuse, jouée par Kathryn Tickell. Le concerto a auparavant été créé en public le 20 octobre dans la cathédrale de Durham, à l'occasion du 175e anniversaire de l'université.
La même année, il se produit à Londres au concert de charité The Sunflower Jam.

#### Boom of The Tingling Strings(2008)
En mars 2008, sort Boom of the Tingling Strings, sur lequel figure la pièce homonyme, un concerto pour piano et orchestre que Lord a commencé à composer en 1998. Cependant, le piano n'y est pas tenu par Jon Lord, mais par Nelson Goerner. L'album contient également Disguises, une suite orchestrale en trois mouvements composée par Jon Lord qui, pour la première fois, ne joue pas sur un de ses albums. Ces deux pièces ont été enregistrées au Danemark à la fin de l'année 2006, avec le l'Odense Symfoniorkester, dirigé par Paul Man.
Cette même année, Lord joue sur Sweet Love et The Music Takes You There de l'album Army of One du groupe norvégien Espen Lind.

#### To Notice Such Things(2010)
En 2009, Jon Lord reprend en concert avec Steve Lee au chant le célèbre Child in Time de Deep Purple. Cette version sort l'année suivante sur l'album Stay Tuned de Bernhard Welz.
Cette même année 2010, Lord compose et joue sur l'album To Notice Such Things, une suite instrumentale en six mouvements pour piano, flûte et orchestre. L'album est inspiré et dédié à la mémoire de son cher ami, John Mortimer, mort en janvier 2009.
Le 11 novembre, Jon Lord est intronisé en tant que membre honoraire au Stevenson College (en) à Édimbourg.

### 2011-2012: projets finaux et décès

#### Zarabanda Solitaria(2011)
En 2011 sort l'album Dance du quatuor à cordes The Smith Quartet : Jon Lord y a composé la pièce Zarabanda Solitaria.

#### WhoCares (2011)
Lord participe ensuite au supergroupe WhoCares, formé avec le chanteur Ian Gillan de Deep Purple, le guitariste Tony Iommi de Black Sabbath, le guitariste Mikko Lindström de HIM, le bassiste Jason Newsted ancien membre de Metallica et le batteur Nicko. McBrain d'Iron Maiden. Il en résultera le CD deux titres Out of My Mind / Holy Water.

#### Jon Lord Blues Project (2011)
Cette même année, Lord forme le groupe de blues Jon Lord Blues Project (en) en compagnie du batteur Pete York, du claviériste Zoot Money, de la chanteuse Maggie Bell, du guitariste Miller Anderson et du bassiste Colin Hodgkinson. Un album en concert est enregistré au festival de jazz de Rottweil le 14 mai.

#### The Sunflower Jam (2011)
Le 8 juillet, Jon Lord apparait pour la dernière fois en concert, lors du concert de charité Sunflower Jam organisé au Royal Albert Hall à Londres par la fondation Sunflower Jam (en), fondée par sa belle-sœur Jacky Paice. Il y interprète ses compositions Bourée (avec la violoniste Anna Phoebe (en)) et Pictured Within (chantée par Steve Balsamo). De plus, en compagnie de Rick Wakeman, il joue Life on Mars de David Bowie (chantée par Newton Faulkner) et une composition originale Not as Big as It Was, dans laquelle Rick et lui échangent de furieux dialogues orgue Hammond et synthétiseur Minimoog, en présence du guitariste Micky Moodie, ancien compère de Lord dans Whitesnake. Enfin, Jon accompagne à l'orgue Joe Banamassa dans le titre The Ballad of John Henry. Le concert, auquel participent également, entre autres, Deep Purple et Gary Brooker, fera l'objet d'un DVD sorti en 2012 avec en bonus des titres joués lors du Sunflower Jam de 2012, mais sans Jon Lord.
- Le 15 juillet au Montfort Hall, l'université de Leicester, lui décerne un doctorat honorifique en musique[72].

#### Nouvelle version duConcerto for Group and Orchestra(2011-2012)
Jon Lord annonce être atteint d'un cancer du pancréas sur son site officiel le 9 août 2011. Il suivra des traitements médicaux en Angleterre et en Israël.
Bien que rongé par la maladie, Jon Lord commence aux studios de Liverpool l'enregistrement d'une nouvelle version de son Concerto for Group and Orchestra. À côté de Jon Lord à l'orgue Hammond, apparaissent les guitaristes Darin Vasilev, Joe Bonamassa et Steve Morse (un par mouvement), les chanteurs Steve Balsamo, Kasia Łaska et Bruce Dickinson (2e mouvement), le bassiste Guy Pratt (Pink Floyd, Madonna) et le batteur Brett Morgan (Jon Anderson, Sting). Le chef d'orchestre de la version de 1969, Sir Malcolm Arnold étant mort en 2006, le Royal Liverpool Philharmonic Orchestra y est dirigé par Paul Mann qui dirigeait déjà l'orchestre de la version du concerto rejouée en 1999 par Deep Purple, ainsi que sur Boom of the Tingling Strings.

#### Mort (2012)

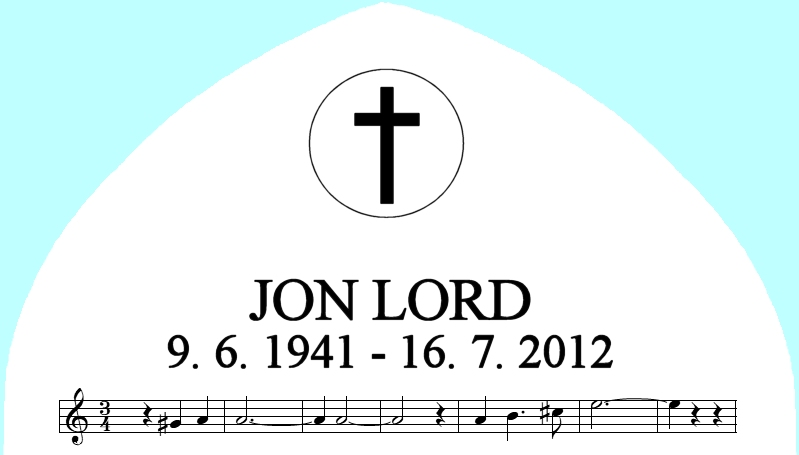
Inscription gravée sur la tombe de Jon Lord

Jon Lord peut entendre le master final de la nouvelle version de son concerto, mais il ne verra pas la sortie de l'album en octobre, car il meurt le 16 juillet 2012 d'une embolie pulmonaire à la London Clinic (en), peu après son 71e anniversaire. Il avait auparavant dû annuler la représentation de son Durham concerto à Hagen, en Allemagne, prévue le 6 juillet.
Il est enterré au cimetière Saint Mary the Virgin Churchyard à Hambleden dans le district de Buckinghamshire. Sur sa pierre tombale une portée musicale (sol#-la-la-la / la-si-do#-mi) est gravée sous les mentions de son identité et dates de naissance et de décès.

## Hommages
À l'annonce de sa mort, Rick Wakeman, ancien claviériste de Yes et ami de Jon Lord déclare : « J'ai entendu parler de Jon pour la première fois avec Shades of Deep Purple au milieu des années 1960 et j'étais un grand fan. Nous sommes devenus de bons amis et avons écrit des trucs pour le Sunflower Jam. Et nous allions écrire et enregistrer un album avant qu'il ne tombe malade. Sa contribution à la musique et au rock classique était incommensurable et il me manquera terriblement. ». Le 14 juillet 2013, Rick présentera sur la BBC une émission télévisée consacrée à Lord.
Le claviériste Keith Emerson (qui mettra fin à ses jours en 2016) confie à propos de la mort de Lord : « Jon nous a quittés maintenant mais sa musique et son inspiration vivront éternellement. Je suis profondément attristé par son départ. » Dans une interview ultérieure en novembre 2013, il ajoute : « Dans les premières années, je me souviens avoir été assez jaloux de Jon Lord - qu'il repose en paix. En septembre 1969, j'ai appris qu'il faisait ses débuts avec son Concerto pour groupe et orchestre au Royal Albert Hall, sous la direction de nul autre que Malcolm Arnold. Wow ! Je me devais d'y aller pour voir ça ! Jon et moi, nous nous sommes rencontrés, nous étions presque copains, mais je suis parti et j'ai pensé : "Merde, dans quelques semaines, je vais enregistrer Five Bridges Suite avec The Nice, pas à l'Albert Hall mais aux Fairfield Halls à Croydon ! Un lieu beaucoup plus prosaïque." Plus tard, Jon a voulu que je joue sur son album solo, Gemini Suite, mais c'était à peu près au moment où ELP était en train de devenir célèbre et nous tournions. C'était un gars adorable, un vrai gentleman. »
En décembre 2012, le maire de Leicester, Sir Peter Soulsby inaugure une plaque bleue apposée au 120 Averill Road sur la façade de la maison où a vécu Jon Lord jusqu'à l'âge de vingt ans. La mention « Jon Lord 1941-2012 Musician/Composer Lived Here 1941-1961 » y est gravée.
Le 11 avril 2013, la chanteuse suédoise Frida (ABBA), qui a décrit Jon Lord comme son « ami le plus cher », lui rend hommage lors de l'édition de Zermatt Unplugged, le festival de musique annuel dont Jon et elle étaient les mécènes : « Il était gracieux, intelligent, poli, avec une forte intégrité. Il avait une forte empathie et beaucoup d'humour pour ses propres faiblesses et celles des autres. »
En juin de la même année, Ritchie Blackmore rend hommage à Jon Lord dans la pièce instrumentale Carry On… Jon qu'il a composée et enregistrée avec son groupe Blackmore's Night sur l'album Dancer and The Moon. À la fin de la pièce, le claviériste Bard David of Larchmont y interprète un solo d'orgue Hammond dans le style de Lord. Par la suite, Blackmore interprète quelquefois ce titre en concert avec des photographies de Jon Lord défilant sur l'écran en arrière-plan : entre 2014 et 2016 avec Blackmore's Night, puis entre 2017 et 2019 avec Rainbow, qu'il a reformé en 2016.
En 2013, sort l'album BudaBest de Mandoki Soulmates sur lequel Lord tient l'orgue Hammond.

### Nouvelles représentations duConcerto for Group and Orchestra(depuis 2013)
Le Concerto for Group and Orchestra, œuvre phare de Jon Lord, continue d'être interprété en concert depuis sa mort, dans différents pays, et avec la participation de différents orchestres, chefs et musiciens rock,. En particulier, une série de prestations est organisée en 2019 à l'occasion du 50e anniversaire de l'œuvre, avec des anciens partenaires de Lord comme le chef Paul Mann ou le chanteur Bruce Dickinson,. En 2023, le concerto est toujours joué avec la participation de John O'Hara, de Jethro Tull, qui joue les parties d'orgue naguère tenues par Jon Lord.

### Groupes hommages (depuis 2013)
Le groupe allemand Baroque in Blue, créé en 2004, réinterprète des pièces de Jon Lord, Deep Purple et Whitesnake dans le cadre de son « Jon Lord Tribute Project ».
En 2013 est créé en Grèce le groupe hommage Dominus Orchestra. Constitué de cinq musiciens de rock et d'un octuor de cordes, il reprend des pièces de Jon Lord, Deep Purple, et Paice, Ashton & Lord.

### Célébrating Jon Lord(2014)
Le 4 avril 2014, au Royal Halbert Hall de Londres, de nombreux artistes se réunissent pour rendre hommage à Jon Lord lors d'un concert où sont interprétés, en compagnie d'un orchestre dirigé par Paul Mann, ses compositions personnelles, ainsi que des titres de différents groupes dans lesquels il a joué. Apparaissent entre autres : Steve Balsamo, Sandy Thorn, Miller Anderson, Rick Wakeman, Margo Buchanan, Jeremy Irons, Phil Cambell, Paul Weller, Micky Moody et Bernie Marsden (tous deux ex Whitesnake), Bruce Dickinson, Glenn Hughes, Ian Paice, Don Airey, ces deux derniers s'y produisant également avec la dernière formation de Deep Purple. La prestation est enregistrée et fait l'objet d'éditions en CD, DVD/Blu-ray, Coffret sous le nom de Celebrating Jon Lord.

### Rock and Roll Hall of Fame (2016)
Le 8 avril 2016, Deep Purple est intronisé au Rock and Roll Hall of Fame. Jon Lord y fait son entrée à titre posthume, en même temps que Ritchie Blackmore, Ian Gillan, Roger Glover, Ian Paice, Rod Evans, Glenn Hughes et David Coverdale. Cependant, Blackmore et Evans se sont pas présents à la cérémonie.

## Concerts
Avec Deep Purple, Whitesnake et les différents groupes auxquels il a participé, Jon Lord s'est produit des milliers de fois en concert à travers la planète.
Après son départ de Deep Purple, il ne joue sur scène, sous son nom, qu'une cinquantaine de fois entre 2003 et 2011.

### Lieux

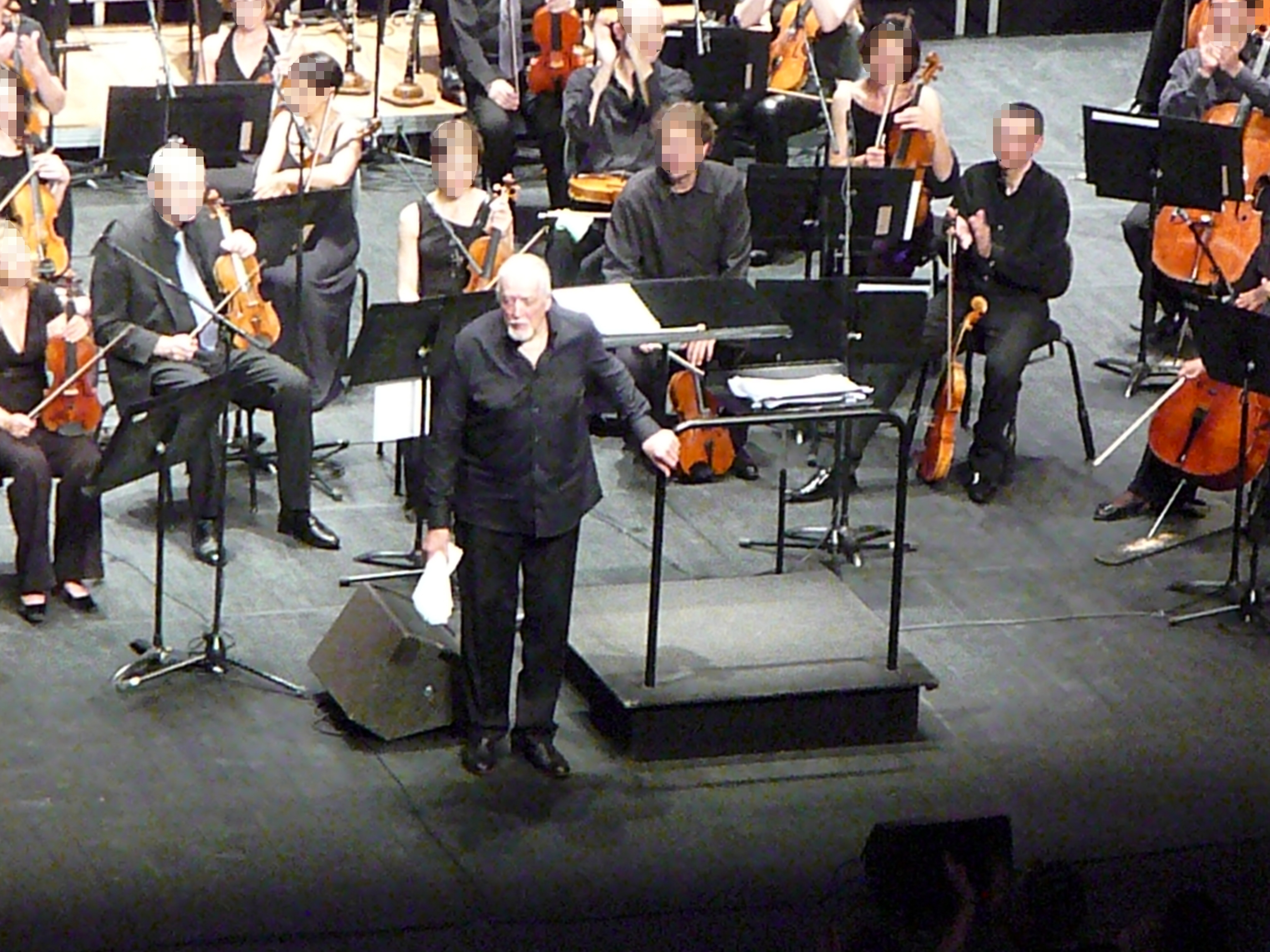
Jon Lord à la fin de son unique concert en France, le 6 mai 2011 à Mulhouse

Jon Lord se produit en solo essentiellement en Allemagne (2004, 2005, 2008, 2009 et 2010) et en Angleterre (2006, 2007 et 2009). Mais il donne quelques concerts en Russie (2009 et 2011), en Hongrie (2009, 2010 et 2011), en Norvège (2003 et 2010), en Suisse (2008 et 2009), au Luxembourg (2008 et 2010), en Pologne (2008 et 2010).
Par contre, il se produit une seule fois aux Pays-Bas (2005), en Slovaquie (2009), en Irlande (2009), au Brésil (2009), en Ukraine (2010), en Bulgarie (2010), en Autriche (2010) et en France (2011).
L'unique concert de Jon Lord en France est ainsi donné le 6 mai 2011 à la Filature à Mulhouse, où accompagné par l'orchestre symphonique de Mulhouse, le guitariste Patrick Rondat, le bassiste Patrick Guers, le batteur Steve White (en), et les chanteurs Kasia Laska et Steve Balsamo, il joue son Concerto for Group and Orchestra, ainsi que quelques autres compositions de son répertoire et quelques titres de Deep Purple.

### Répertoire
Outre ses compositions personnelles, Jon reprend en concert quelques titres d'autres artistes et compositeurs comme Unsquare Dance (Dave Brubeck), Det var en Gang (Eli Tanja), Little Girl Lost (Magenta), Stop ! (Sam Brown), Fog on the Highway (Miller Anderson), Here Comes the Sun (The Beatles), Fanfare for the Common Man (Aaron Copland).
À partir de 2006, il incorpore dans ses concerts son célèbre Concerto for Group and Orchestra, et essentiellement en rappel, quelques morceaux de Deep Purple comme Child in Time, Pictures of home ou Soldier of Fortune, ou encore Music de John Miles.
De 2010 à 2011, il donne des concerts dans le cadre de la tournée Performing Sarabande. Outre les titres de son album Sarabande, il y reprend quelques classiques de Deep Purple comme Child in Time, Lazy, Perfect Strangers, Pictures Of Home ou Soldier Of Fortune.

### Musiciens

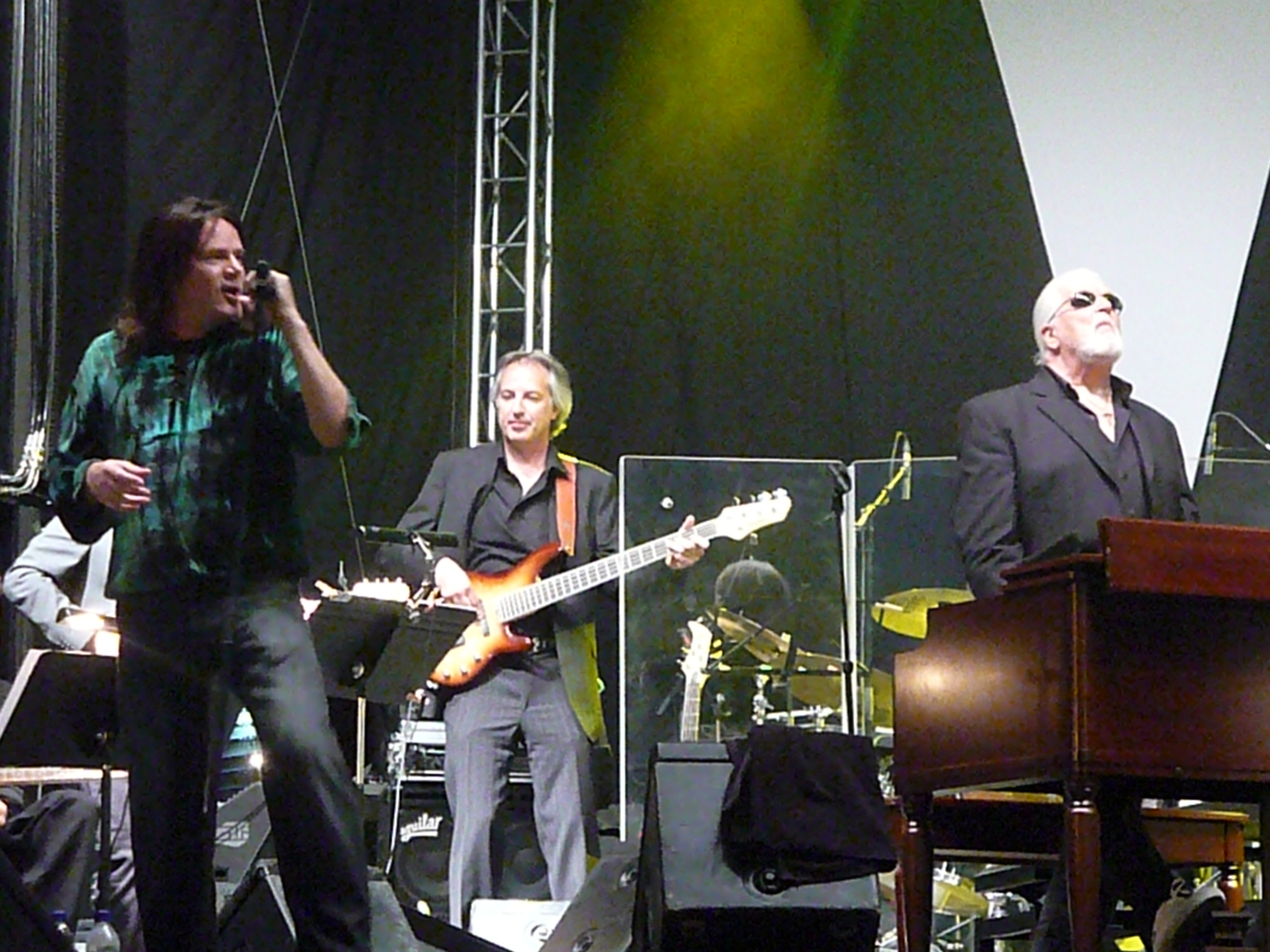
Doogie White (à gauche) en concert avec Jon Lord le 23 juin 2010, place Guillaume-II à Luxembourg

Parmi les nombreux chanteurs et musiciens qui ont accompagné Jon Lord en concert, il est à signaler le chanteur Doogie White qui a été dans les années 1990 le chanteur de Rainbow, le groupe de Ritchie Blackmore, partenaire de Lord dans Deep Purple pendant plus de quinze ans.

## Vie personnelle
Jon Lord, a été marié de 1969 à 1981 avec Judith Feldman, avec laquelle il a eu une fille, Sara. Sa seconde épouse est Vickie Gibbs, une ancienne petite amie de Glenn Hughes, son ex-acolyte dans Deep Purple, et la sœur jumelle de Jacky Gibbs, épouse de Ian Paice, et fondatrice de l'œuvre de charité The Sunflower Jam.  Jon et Vickie ont également eu une fille, Amy. Vickie meurt de maladie le 5 août 2025.

## Discographie

### Solo
| - 1971 : Gemini Suite - 1976 : Sarabande - 1982 : Before I Forget - 1998 : Pictured Within - 2004 : Beyond The Notes - 2007 : Durham Concerto - 2008 : Boom of the Tingling Strings - 2010 : To Notice Such Things - 2012 : Concerto for Group and Orchestra | - 1974 : Windows - 2009 : Live – Bucharest 2009 - 2011 : Jon Lord Blues Project (en) - 1984 : The Country Diary of an Edwardian Lady, composée avec Alfred Ralston |

### The Artwoods
| - 1964 : Sweet Mary / If I Ever Get My Hands on You - 1965 : Oh My Love / Big City - 1965 : Goodbye Sisters / She Knows What to Do - 1966 : I Take What I Want / I'm Looking for a Saxophonist - 1966 : I Feel Good / Molly Anderson's Cookery Book - 1967 : What Shall I Do / In the Deep End - 1967 : Brother Can You Spare a Dime / Al's Party (sous le nom « St. Valentine's Day Massacre ») | - 1966 : Oh My Love - 1966 : Jazz in Jeans - 1966 : Art Gallery |

### Deep Purple

#### Albums studio
| - 1968 : Shades of Deep Purple - 1968 : The Book of Taliesyn - 1969 : Deep Purple - 1970 : In Rock - 1971 : Fireball - 1972 : Machine Head - 1973 : Who Do We Think We Are - 1984 : Perfect Strangers - 1987 : The House of Blue Light - 1993 : The Battle Rages On | - 1974 : Burn - 1974 : Stormbringer - 1975 : Come Taste the Band - 2000 : Days May Come and Days May Go (démos) - 2000 : 1420 Beachwood Drive: The California Rehearsals Pt 2 (démos) - 1990 : Slaves and Masters - 1996 : Purpendicular - 1998 : Abandon |

#### Albums en concert
| - 2002 : Live at Inglewood 1968 - 2011 : BBC Sessions 1968–1970 - 1969 : Concerto for Group and Orchestra - 1972 : Made in Japan - 1977 : Powerhouse (en) (concerts de 1969,1970 et 1970) - 1980 : Deep Purple in Concert (concerts de 1970 et 1972) - 1988 : Scandinavian Nights (enregistré en 1970) - 1988 : Nobody's Perfect - 1991 : In the Absence of Pink (enregistré en 1985) - 1993 : Gemini Suite Live (enregistré en 1970) - 1994 : Come Hell or High Water - 1993 : Live in Japan (concerts de 1972) - 2004 : Space Vol 1 & 2 (enregistré en 1970) - 2005 : Live in Stockholm (enregistré en 1970) - 2006 : Live in Montreux 1969 - 2006 : Live in Europe 1993 - 2011 : BBC Sessions 1968–1970 - 2013 : Copenhagen 1972 - 2013 : Perfect Strangers Live (enregistré en 1984) - 2015 : Long Beach 1971 | - 1975 : Made in Europe - 1982 : Live in London (enregistré en 1974) - 1996 : California Jamming (concert de 1974) - 1996 : Mk III: The Final Concerts (concerts de 1975) - 2001 : Live in Paris 1975 - 2004 : Perks and Tit (enregistré en 1974) - 2007 : Live in San Diego 1974 (enregistré en 1974) - 2014 : Graz 1975 - 1977 : Last Concert in Japan (enregistré en 1975) - 1995 : On the Wings of a Russian Foxbat (enregistré en 1976) - 2000 : Deep Purple: Extended Versions (enregistré en 1976) - 2001 : This Time Around: Live in Tokyo (enregistré en 1975) - 2011 : Phoenix Rising (enregistré en 1975) - 2016 : Long Beach 1976 - 1997 : Live at the Olympia '96 - 1999 : Total Abandon: Australia '99 - 2000 : Live at the Royal Albert Hall - 2000 : The Bootleg Series - 2001 : Live at the Rotterdam Ahoy - 2001 : The Soundboard Series - 2006 : Live at Montreux 1996 - 2019 : Live in Newcastle 2001 |

### Tony Ashton & Jon Lord
- 1971 : The Last Rebel, musique de film composée par Ashton & Lord et interprété par Ashton, Gardner & Dyke, avec Lord aux claviers
- 1974 : First of the Big Bands (en)

### Paice, Ashton & Lord
- 1977 : Malice in Wonderland (en)

### Whitesnake
- 1978 : Trouble
- 1979 : Lovehunter
- 1980 : Ready an' Willing
- 1980 : Live...in the Heart of the City (en concert)
- 1981 : Come an' Get It
- 1982 : Saints and Sinners
- 1984 : Slide It In

### The Hoochie Coochie Men
- 2003 : Live at the Basement
- 2007 : Danger. White Men Dancing (CD + DVD)

### Participations
- 1972 : What a Bloody Long Day It's Been de Ashton, Gardner & Dyke : arrangements des cordes
- 1974 : Rampant de Nazareth : synthétiseur et piano sur Glad When You're Gone et Shanghai'd In Shanghai
- 1975 : American Blues Legends - Artistes variés : piano sur Biscuit Bakin' Mama et Bury Me Back in the USA
- 1975 : Get Off II de Napra : sur un titre avec Ian Paice
- 1978 : More Than Meets the Eye de Joe Breen : piano Fender Rhodes sur Shadows Of The Night et Hurting Each Other
- 1979 : Commercial Road de Richard Digance : claviers sur A Nightingale Sang In Berkeley Square, Goodbye My Friend Goodbye, et Backstreet International
- 1979 : And About Time Too de Bernie Marsden : orgue Hammond sur Sad Clown et Brief Encounter ; orgue Hammond, piano et clavinet sur Are You Ready
- 1980 : Look at Me Now de Bernie Marsden : piano et synthétiseur Polymoog sur Look At Me Now ; orgue Hammond et piano sur So Far Away ; clavinet et orgue Hammond sur Who's Foolin' Who ; synthétiseur basse Moog et Polymoog sur Byblos Shack ; orgue Hammond et piano sur Can You Do It? ; orgue Hammond et synthétiseur Polymoog sur After All The Madness
- 1981 : Line-Up de Graham Bonnet : orgue Hammond sur Don't Stand in the Open
- 1982 : Gone Troppo de George Harrison : synthétiseur Sur Circles
- 1983 : Octopuss de Cozy Powell : claviers
- 1984 : About Face de David Gilmour : synthétiseur
- 1985 : Wind in the Willows de Eddie Hardin : orgue et claviers
- 1986 : Detroit Diesel de Alvin Lee : orgue Hammond sur Ordinary Man et Let's Go
- 1990 : About Love and Live de Vicky Brown : orgue Hammond sur We Are One
- 1990 : April Moon de Sam Brown : piano sur Contradictions
- 1992 : Wind in the Willows – A Rock Concert de Hardin & York : orgue Hammond et claviers
- 1992 : The Drums Are Back de Cozy Powell : orgue Hammond sur The Rocket et The Legend of the Glass Mountain
- 1992 : Zoom de Alvin Lee : orgue Hammond Sur Real Life Blues et Wake Up Moma
- 1994 : Carnival of Light de Ride : orgue Hammond sur Moonlight Medicine
- 1994 : How Does It Feel to Feel (EP) de Ride : orgue Hammond sur At to the End of Universe
- 1995 : Still a Few Pages Left de Hardin & York : orgue Hammond sur Stuck on You (Part 2)
- 2002 : Brainwashed de George Harrison : piano sur la chanson-titre
- 2003 : Blueheart de Miler Anderson : orgue Hammond sur Help me et Houston
- 2004 : Legends of Rock, 50 Jahre Rock (CD/DVD, enregistré en concert en 2004) : orgue Hammond sur Smoke on the Water et Locomotive Breath
- 2006 : Gillan's Inn de Ian Gillan : orgue Hammond sur When a Blind Man Cries, Demon's Eye et Smoke on the Water
- 2006 : Endangered Species, Live at Abbey Road 2000 par Tony Ashton & Friends (CD + DVD) : orgue Hammond sur Ain't Gonna Cry No More, Walking In The Shadow Of The Blues, Ready An' Willing, Fool For Your Loving, Ain't No Love In The Heart Of The Cityi, Here I Go Again par The Company Of Snakes ; et sur Ghost Story, Sneaky Private Lee, Resurrection Shuffle, Stay par Paice Ashton & Lord
- 2008 : Army of One de Espen Lind : orgue Hammond sur Sweet Love et The Music Takes You There
- 2010 : Stay Tuned de Bernhard Welz : orgue Hammond sur Child in Time
- 2011 : Dance par The Smith Quartet : compositeur de Zarabanda Solitaria
- 2011 : Out of My Mind (CD single de charité) : orgue Hammond Sur WhoCares
- 2011 : The Odyssey, Live par David Bedford (enregistré en 1977) : synthétiseur
- 2013 : The Sunflower Jam 2012 (avec des prestations de Jon Lord de 2011) : piano sur Bourée, orgue Hammond sur It's Not As Big As It Was
- 2013 : BudaBest de Mandoki Soulmates : orgue Hammond

## Vidéographie

### Deep Purple

#### Mark II
- Concerto for Group and Orchestra (VHS 1999, DVD 2003)
- Doing Their Thing... (VHS 1990, DVD 2003)
- Scandinavian Nights (VHS 1988)
  - Live in Concert 72/73 (DVD 2005)
- The Videosingles (VHS 1987)
  - Bad Attitude (CD Video 1988)
- Come Hell or High Water (VHS 1994, DVD 2001)
- Classic Albums: Deep Purple – The Making of Machine Head (DVD 2001)
- Special Edition EP (DVD 2003)
- Perfect Strangers Live (DVD 2013)

#### Mark III
- Live in California 74 (VHS 1981, DVD 2005, Blu-ray 2016)

#### Mark IV
- Rises Over Japan (VHS 1976)
  - Phoenix Rising (DVD 2011)

#### Mark VII
- Around the World Live 1995-1999 (DVD 2008)
  - Bombay Calling 1995 (VHS 2000)
  - Live at the NEC (DVD 2002)
- A Band Downunder [Rockumentary] (VHS 1999)
- Total Abandon: Australia '99 (VHS et DVD 2000)
- In Concert with the London Symphony Orchestra (VHS et DVD 2000)
- Perihelion (DVD 2002)

#### Diverses Marks
- Heavy Metal Pionners (VHS 1991, DVD 2002)
- New, Live & Rare - The Video Collection (VHS et DVD 2001)
- History, Hits & Highlight '68 '76 (DVD 2009)

### Whitesnake
- Fourplay (VHS 1980)
- Live at Castle Donington (VHS 1983)
- Live in '84: Back to the Bone (DVD 2014)

### Solo
- Live Bucharest 2009 (DVD 2009)
- Concerto for Group and Orchestra (CD + DVD documentaire + livret explicatif avec photographies, 2012)

### Collaborations
- Ouragan sur l'eau plate, scène finale par le groupe The Singing Rebels' Band.
- Wind in the Willows – A Rock Concert (Eddie Hardin), enregistré en 1991 (DVD 2003).
- Legends of Rock, 50 Jahre Rock (CD/DVD 2004) : orgue Hammond sur Smoke on the Water et Locomotive Breath
- Danger. White Men Dancing des Hoochie Coochie Men (CD + DVD 2007)
- Endangered Species, Live at Abbey Road 2000 par Tony Ashton & Friends (CD + DVD 2009)
- Super Drumming: Ultimate Collection, enregistré à la fin des années 1980 (4 DVD 2010)
- The Sunflower Jam 2012, avec des prestations de Jon Lord de 2011 (DVD 2013)

### Biographie
- (en) Vincent Budd, The Gemini man : Introduction to the orchestral works of Jon Lord, Londres, Gnosis Press, 2003
- (en) Jon Lord, All Those Years Ago, 2014, 240 p.[100] : recueil de photographies[101].
- Jean-René Larue, Le concerto pour groupe et orchestre de Jon Lord : rock progressif et postmodernité. : Mémoire présenté en vue d'obtenir le Master de musicologie, 2015 (lire en ligne)
- (en) Trond J. Strøm, Jon Lord in the Nidaros Cathedral - A Photo Book, 2 novembre 2015, 46 p. : recueil de photographies du concert de Jon Lord à la cathédrale de Nidaros en 2010.
- (en) Jery Bloom, Jon Lord – A Visual Biography, 2022, 192 p. (ISBN 978-1-915246-12-7)[102]

### Partitions
- The Jon Lord Collection : onze chansons de sa carrière solo.
- Keyboards & Organ Anthology : transcription note à note de quatorze chansons avec Deep Purple.
- Concerto for Group and Orchestra : partition orchestrale complète ou réduction piano / voix.
- Sarabande : partition orchestrale complète ou réduction piano.
- Boom of the Tingling Strings : partition orchestrale complète, version d'étude ou réduction piano.
- To Notice Such Things : partition orchestrale complète, version d'étude ou réduction piano[103].